# Eduard von Maydell

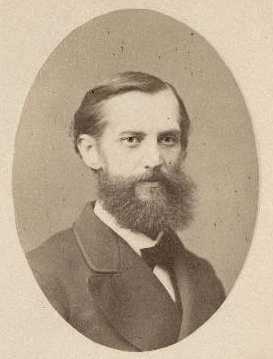
Friedrich Ernst Eduard von Maydell

Friedrich Ernst Eduard von Maydell (russisch Эдуа́рд Анто́нович Ма́йдель; * 9. Dezember 1830 auf Luhde-Großhof; † 11. Februar 1899 in Pastfer. Estland) war ein deutsch-baltischer Ritterschaftshauptmann der Estländischen Ritterschaft, Wirklicher Staatsrat und Landespolitiker.

## Leben

### Herkunft und Familie
Friedrich Ernst Eduard entstammte dem uradeligen, deutsch-baltischen Adelsgeschlecht von Maydell. Er war ein Sohn von Eduard Otto Ernst von Maydell (* 1790; † 1862) und dessen Ehefrau Juliane, geb. von Grünewaldt (* 1799; † 1878). Am 3. März 1860 heiratete er in Mohrenhof Alexandrine, geb. von Stackelberg. Aus der Ehe entstanden sieben Kinder, nämlich Catharina Alexandrine (* 1862; † 1920), Julie (* 1864), der Archivist Ernst (* 1866; † 1909), der Landespolitiker Axel (* 1869; † 1945), Eduard Wilhelm Otto (* 1871; † 1943), Georg Gottlieb (* 1874) und Anna (* 1876; † 1920). 

### Karriere
In seiner Kindheit besuchte Friedrich eine private Schule in Koick (Estland). Danach besuchte er ab 1845 bis 1849 die Domschule zu Reval. Nach Abschluss der Domschule trat er in den Militärdienst ein und diente zwischen 1849 und 1857 er im Orden-, dann im Garde-Kürassier-Regiment. Er schied mit dem Rang eines Gardeleutnants aus dem Militär aus. Nachfolgend wirkte er als Gutsinspektor von Kerwel und erwarb später die Güter Kattentack und Pastfer, wo er seit 1861 lebte. Von 1861 bis 1864 wirkte er als Kirchspielrichter von St. Simonis. Nebenbei wirkte er beruflich als Kreisdeputierter.
Von 1871 bis 1878 und später ein zweites Mal von 1889 bis 1892 wirkte er als Ritterschaftshauptmann der Estländischen Ritterschaft. 1874 wurde er zum Kammerherrn ernannt. 1875 erreichte er den Erlass des Status für Bauernschulen und Seminare. Von 1878 bis 1889 und später ein zweites Mal von 1896 bis 1899 wirkte er auch als Landrat. In den Jahren 1879 bis 1896 wirkte er auch als Präsident der Estländischen Landwirtschaftsverwaltung und auch als Präses der Estländischen Literarischen Gesellschaft. 1882 war er Präses des Estländischen Konsistoriums.